# Sitio de Uruguayana
El sitio de Uruguayana, ocurrido entre julio y septiembre de 1865, fue resultado de la ofensiva paraguaya sobre el Estado de Río Grande del Sur, continuación de la invasión paraguaya de Corrientes, segunda fase de la Guerra del Paraguay.
El ejército paraguayo, impedido de continuar su avance hacia el interior del Brasil, como eran las instrucciones recibidas, fue sitiado y vencido por el hambre. La rendición del ejército paraguayo en la ciudad de Uruguayana significó el fracaso de los planes ofensivos del presidente Francisco Solano López.

## Antecedentes

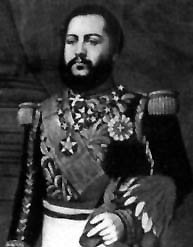
Retrato del presidente del Paraguay, mariscal Francisco Solano López.

Considerándose amenazado por la política del Imperio del Brasil, de entrometerse en la política interna de sus vecinos –especialmente el Uruguay, que en 1863 fue invadido por tropas brasileñas en apoyo de una revolución armada en la Argentina– el presidente paraguayo Francisco Solano López decidió atacar al Brasil en su propio territorio. Como primera medida, invadió la provincia del Mato Grosso, y logró pleno éxito en su avance. Esa fue la primera fase de la Guerra del Paraguay.
Pero ese éxito no tuvo consecuencias: desde allí no se podía atacar al resto del país, y en ese mismo período fue derrocado el gobierno legal uruguayo, por lo que decidió atacar el sur del territorio brasileño, y desde allí avanzar hacia Uruguay –decidiendo la marcha de su ejército según lo dictaran las circunstancias– en la región de Río Grande del Sur.
Para ello, López solicitó permiso al presidente argentino Bartolomé Mitre para que sus tropas atravesaran la provincia de Corrientes rumbo al río Uruguay. En apoyo de su pedido, López recordaba que Mitre, que se había declarado neutral en la guerra civil uruguaya, había permitido al general uruguayo probrasileño Venancio Flores organizar sus ejércitos en territorio argentino, además de prestar ayuda a la escuadra brasileña en puertos argentinos.
El presidente Bartolomé Mitre rechazó conceder ese permiso, y el presidente López respondió declarando la guerra a la Argentina.

## Invasión de Corrientes
Antes de la negativa de Mitre, el plan de López era concentrar sus fuerzas en la costa del río Uruguay, para atacar directamente Brasil, y desde allí posiblemente ingresar en territorio uruguayo. Pero, una vez declarada la guerra a la Argentina, se imponía evitar que el Ejército Argentino frenara el avance paraguayo, efectuando una maniobra de distracción mientras se producía el avance por la costa del río Uruguay. Para ello optó por ocupar la ciudad de Corrientes con un ejército que, desde allí, debía avanzar a lo largo del río Paraná, para atravesar el sur de la provincia de Corrientes y unirse al ejército que, a esa altura de los hechos, ya debía haber llegado hasta Uruguayana, en el extremo sudoeste del Brasil.
La necesidad de controlar la ciudad de Corrientes y varios pueblos del sur de la provincia obligó a López a enviar más tropas a la columna del río Paraná que a la del río Uruguay. De ese modo, envió unos 27 000 hombres a Corrientes y el Paraná, y solamente 12 000 en la columna del río Uruguay.
La ciudad de Corrientes fue ocupada casi sin lucha el 15 de abril de 1865, casi simultáneamente con el ingreso de la columna de Uruguay en territorio correntino, por su frontera noreste. En los días siguientes, las tropas paraguayas continuaron recibiendo refuerzos, hasta llegar a algo más de 25 000 hombres.
Desde Corrientes, la columna más numerosa avanzó hacia el sur, llegando varias semanas más tarde al río Santa Lucía, en las inmediaciones de Goya. La resistencia de las milicias correntinas no fue demasiado eficaz, y el gobierno debió entregar sin lucha cerca de la mitad del territorio provincial a los invasores.
La invasión provocó la firma del Tratado de la Triple Alianza, entre el Brasil, la Argentina y el Uruguay. Este preveía que el mando militar recaería en el presidente argentino, general Mitre. Este comenzó a concentrar al segundo Cuerpo del Ejército Argentino (9.000 hombres de la Guardia Nacional) en los alrededores de Concordia, al que se sumarían posteriormente el 1.er Cuerpo del Ejército Brasileño (15.000 hombres de las tres armas), al mando del mariscal Manuel Luis Osorio y el contingente uruguayo, (2200 hombres, infantes en su mayoría), al mando del propio presidente uruguayo, general Flores.
Al saber que un poderoso ejército avanzaba por el río Uruguay, el presidente Mitre nombró al general Justo José de Urquiza, gobernador de la provincia de Entre Ríos, comandante de la División de Vanguardia, con la misión de enfrentarla. Recibidas sus órdenes, Urquiza reunió a 8.000 milicianos de caballería entrerrianos en su histórico Campamento del Calá y marchó hacia la provincia de Corrientes. Las milicias de esta última provincia tenían órdenes del general Mitre de que apenas el general Urquiza pisase territorio correntino se pusiesen bajo sus órdenes.
Sin embargo, las numerosas milicias entrerrianas de Urquiza se desbandaron en el arroyo Basualdo, cerca del límite norte de Entre Ríos el 4 de julio, dejando a los atacantes sin enemigos al frente.

## Avance de las columnas del río Uruguay
El teniente coronel Antonio de la Cruz Estigarribia ocupó primeramente Santo Tomé, y el 9 de mayo dividió sus tropas: dejó una pequeña guarnición en esa villa, envió al mayor Pedro Duarte con 3 000 hombres hacia el sur, por la margen derecha del Uruguay, y él mismo, al frente de unos 6500 hombres, cruzó el río y ocupó São Borja y – unas semanas más tarde - Itaquí.
Salvo por dos encuentros menores entre fuerzas de caballería, los milicias brasileñas de Río Grande del Sur, al mando del general David Canabarro, no opusieron resistencia alguna al avance de la división de Estigarribia. 
A falta de jefes argentinos a quienes encargar la organización de las escasas fuerzas que pudieran oponerse al avance paraguayo, Mitre encargó la dirección de la guerra al general Venancio Flores. El nuevo Ejército de Vanguardia, destacado hacia el norte desde el campamento aliado de Concordia, contaba con su núcleo compuesto por el contingente uruguayo, a los que se sumaron una brigada de infantería destacada del 1.er Cuerpo del Ejército Brasileño (1.200 hombres) y solamente 450 hombres de caballería de Guardia Nacional argentina (Regimiento "General San Martín" de la Guardia Nacional de la provincia de Buenos Aires).

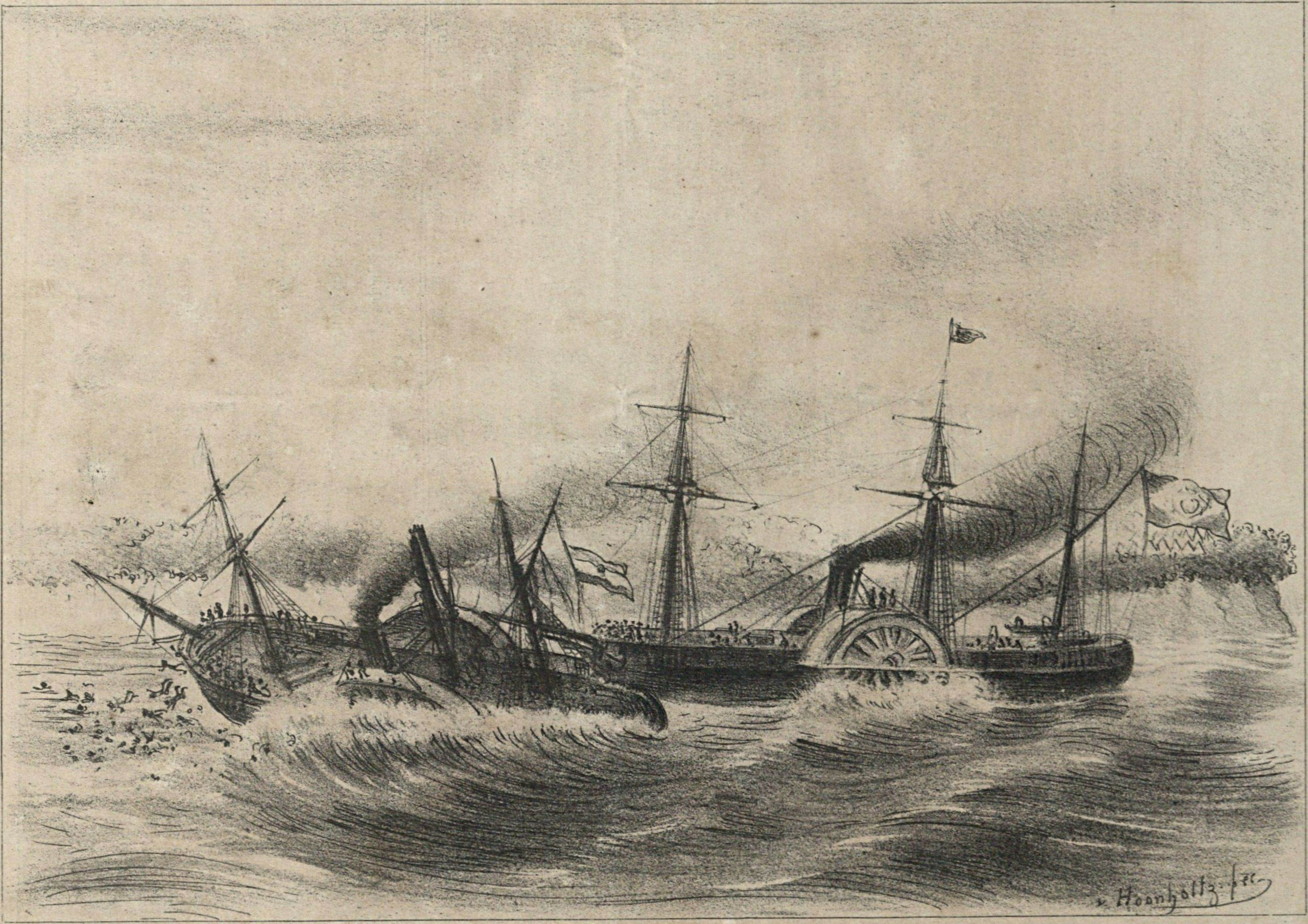
Batalla del Riachuelo.

Pero, mientras tanto, había cambiado la situación en el frente del río Paraná. Una efímera reconquista de la ciudad de Corrientes por el 1.er Cuerpo del Ejército Argentino, al mando del general Wenceslao Paunero, compuesto por la infantería y artillería Ejército de Línea argentino y venido de Buenos Aires, y la completa derrota de la escuadra naval paraguaya en la batalla del Riachuelo, el 11 de junio, decidieron a Francisco Solano López a ordenar que el avance del ejército del general Wenceslao Robles se detuviera. Poco después, temiendo que esas fuerzas vieran cortadas sus comunicaciones con el Paraguay, ordenó su regreso hacia el norte.
La ofensiva del río Uruguay era exitosa, hasta ese momento, pero de allí en adelante no recibiría ayuda externa. Para empeorar la situación, el general Paunero, dejando a sus tropas de caballería de milicias correntinas en observación frente al inactivo ejército paraguayo del general Robles, inició una apresurada marcha hacia el sudeste, cruzando a pie esteros, bañados y ríos, para apoyar al Ejército de Vanguardia del general Flores, el cual le había solicitado refuerzos al general Mitre. 
El 2 de agosto, el mayor Duarte ocupaba Paso de los Libres, y tres días después Estigarribia ocupaba Uruguayana, del otro lado del río, en territorio brasileño. Estigarribia tenía órdenes de continuar camino hacia el este, dirigiéndose a Alegrete, pero detuvo su marcha a la espera de las tropas que debían venir desde el Paraná. Cuando supo que estas fuerzas no vendrían en su ayuda, pidió repetidamente a López que le enviara ayuda desde el alto Paraná. López nunca respondió el pedido.

## Batalla de Yatay
Las fuerzas brasileñas del general Canabarro se acercaron a Uruguayana; pero, falto de suficientes fuerzas de infantería, se instaló a cierta distancia de la ciudad y cerró todas sus comunicaciones, privándola de víveres. 
Duarte consideraba que podía vencer a Flores, pero para ello debía atacarlo antes de que se le uniera la división de Paunero. Por ello pidió a Estigarribia que le enviara refuerzos para intentar un ataque. La respuesta de Estigarribia fue: 

"Dígale al mayor Duarte que si está con el ánimo caído venga a hacerse cargo de la fuerza de Uruguayana, que yo iré a librar la batalla."

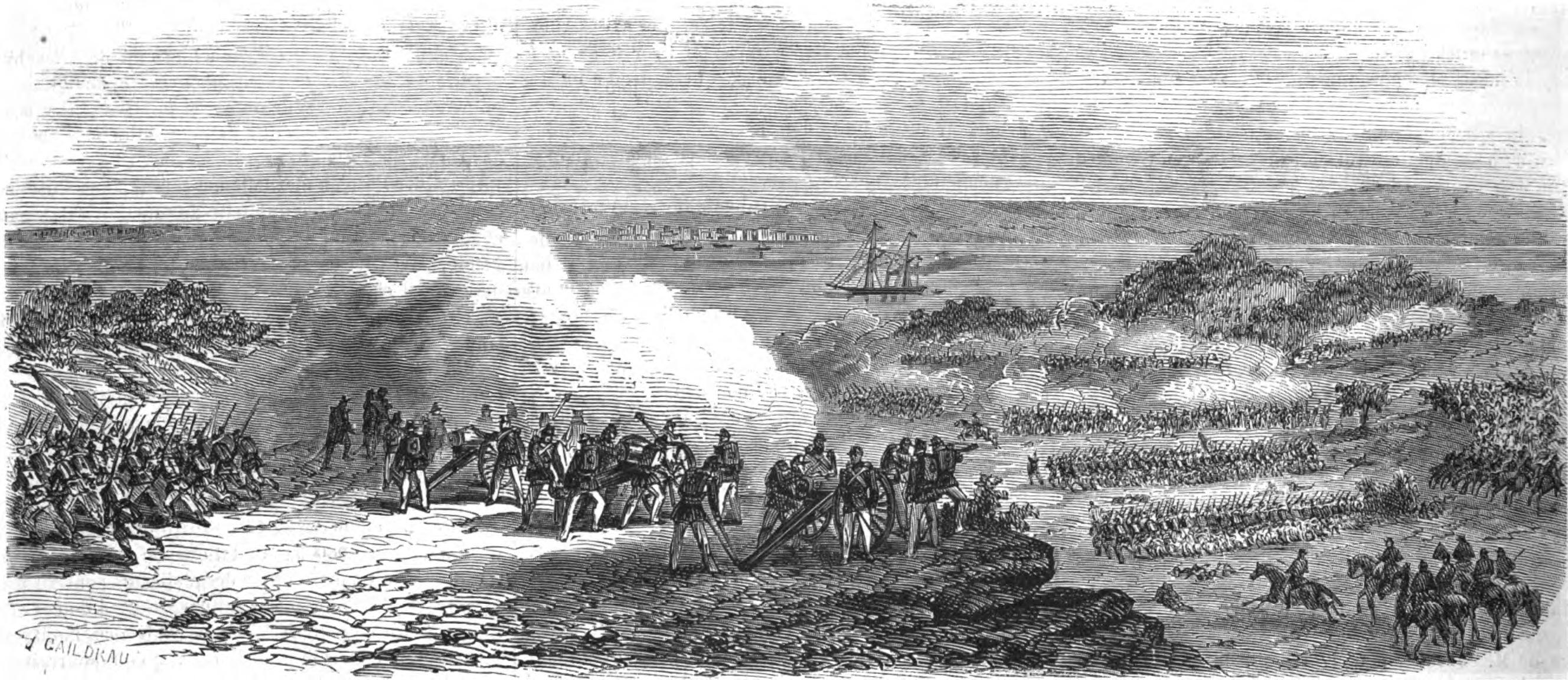
Batalla de Yatay.

El 13 de agosto, el 1.er Cuerpo argentino de Paunero y las milicias correntinas del río Uruguay del coronel Simeón Paiva (las cuales desde Santo Tomé le habían disputaban terreno al mayor Duarte) se incorporaron al ejército de Flores, al sur de Paso de los Libres, reuniendo en total cerca de 12 000 hombres: 5.550 infantes, 5 000 jinetes y 32 piezas de artillería. Duarte tenía solamente 1980 hombres de infantería y 1.020 de caballería, sin ninguna artillería. A fin de poder elegir – al menos – el campo de batalla, Duarte abandonó Paso de los Libres y enfrentó al ejército de Flores a corta distancia, en la batalla de Yatay, el 17 de agosto.
Pese a la heroica resistencia de los paraguayos, el ejército de Duarte fue completamente destrozado. La mitad de sus hombres murieron en combate, y todo el resto – salvo unos 100 hombres que cruzaron el río Uruguay a nado – fueron tomados prisioneros.
Entre los prisioneros, Flores encontró varias decenas de soldados uruguayos, partidarios del Partido Blanco que se habían refugiado en el Paraguay, a los que hizo fusilar como traidores a la patria.
Muchos soldados paraguayos fueron obligados a tomar las armas contra su propio país, reemplazando las bajas producidas en las divisiones aliadas, especialmente las orientales.

## El sitio

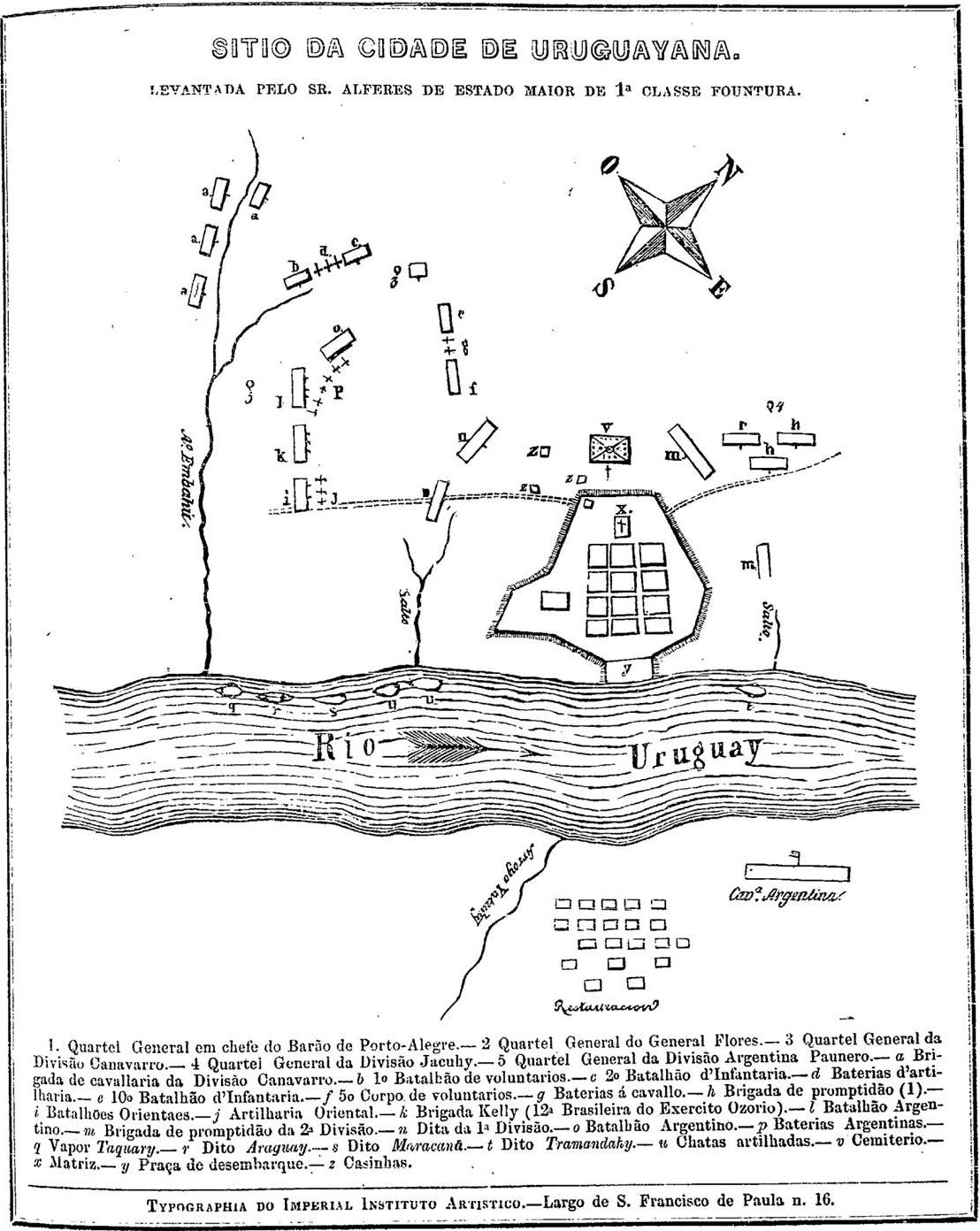
Sitio de Uruguayana.

El 16 de julio, las milicias riograndeses de caballería de Canabarro habían iniciado el sitio de Uruguayana, pero no pudieron actuar de ninguna manera contra las fuerzas paraguayas sitiadas, compuestas por las tres armas. Casi simultáneamente con la batalla de Yatay, se unió al mismo un refuerzo brasileño de las tres armas, al mando del mariscal Manuel Marques de Sousa (el cual tomó el mando de todas las fuerzas brasileñas de Río Grande del Sur, incluidas las que sitiaban Uruguayana), aunque disminuido por las fuerzas enviadas a incorporarse al ejército de Flores.
Tras la victoria de Yatay, gran parte de las fuerzas aliadas cruzaron el río Uruguay y se unieron al sitio. El 19 de agosto, el general Flores envió a Estigarribia una intimación a rendirse, en que le decía que, dado que no tenía posibilidades de éxito, más le valía evitar efusiones de sangre. Afirmaba también que

”Los aliados no hacen la guerra a los paraguayos, sino al tirano López que los gobierna y los trata como esclavos; nuestro propósito es darles la libertad e instituciones, dándoles un gobierno por libre elección.”

Estigarribia respondió que 

”…como militar, como paraguayo y como soldado que defiende la causa de las instituciones e independencia de su patria, rechazo la oferta de V. E. Los jefes, oficiales y soldados de División son del mismo parecer, y están todos dispuestos a sucumbir antes que aceptar una proposición que deshonraría y llenaría de eterna infamia el nombre del soldado paraguayo.”

A una intimación similar del jefe brasileño, contestó que 

”…si las fuerzas de que dispone V. E. son tan numerosas como asegura, venga y entonces sabrá lo que debe esperar el Emperio del Brasil y sus aliados del soldado paraguayo, que sabe morir gloriosamente cerca de su bandera, pero no rendirse.”

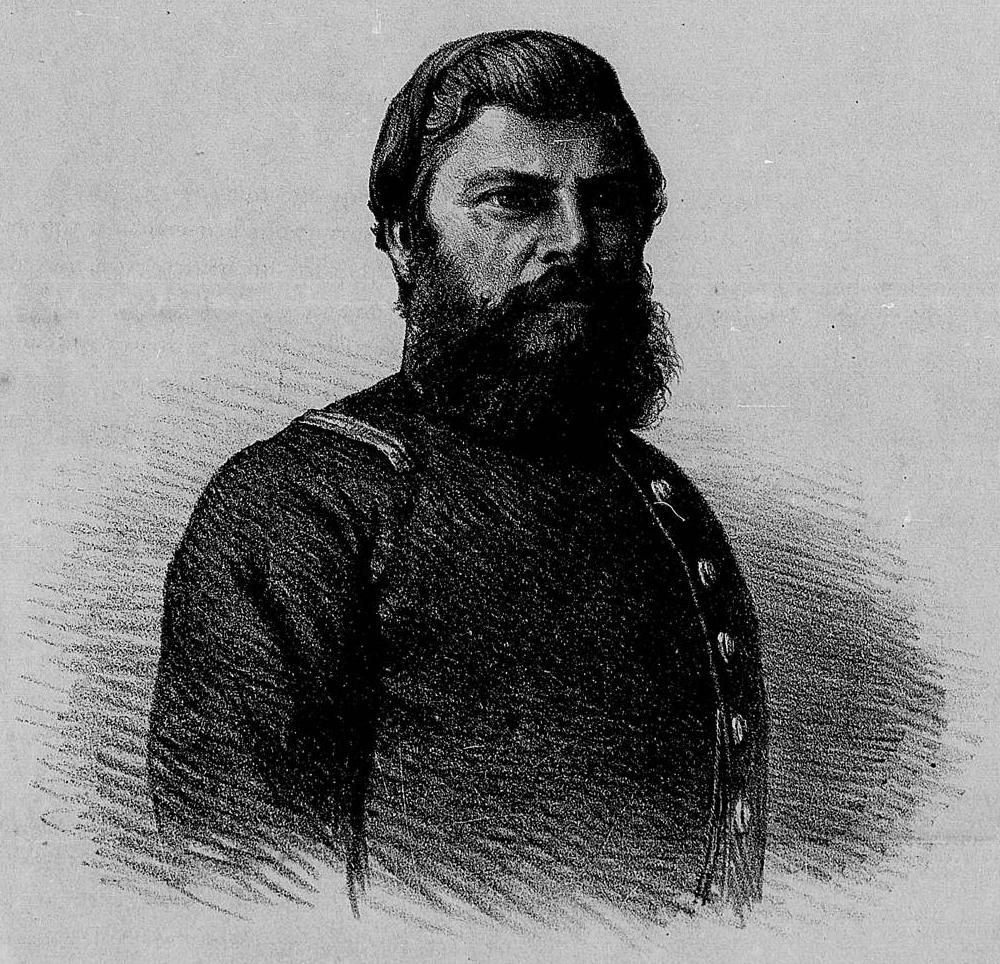
Coronel Estigarribia.

Por otras dos veces, los jefes aliados enviaron a Estigarribia sendas intimaciones, a las que responde altivamente, en parecidos términos heroicos, llegando a compararse con el rey de Esparta, Leónidas I, que murió combatiendo en la batalla de las Termópilas.

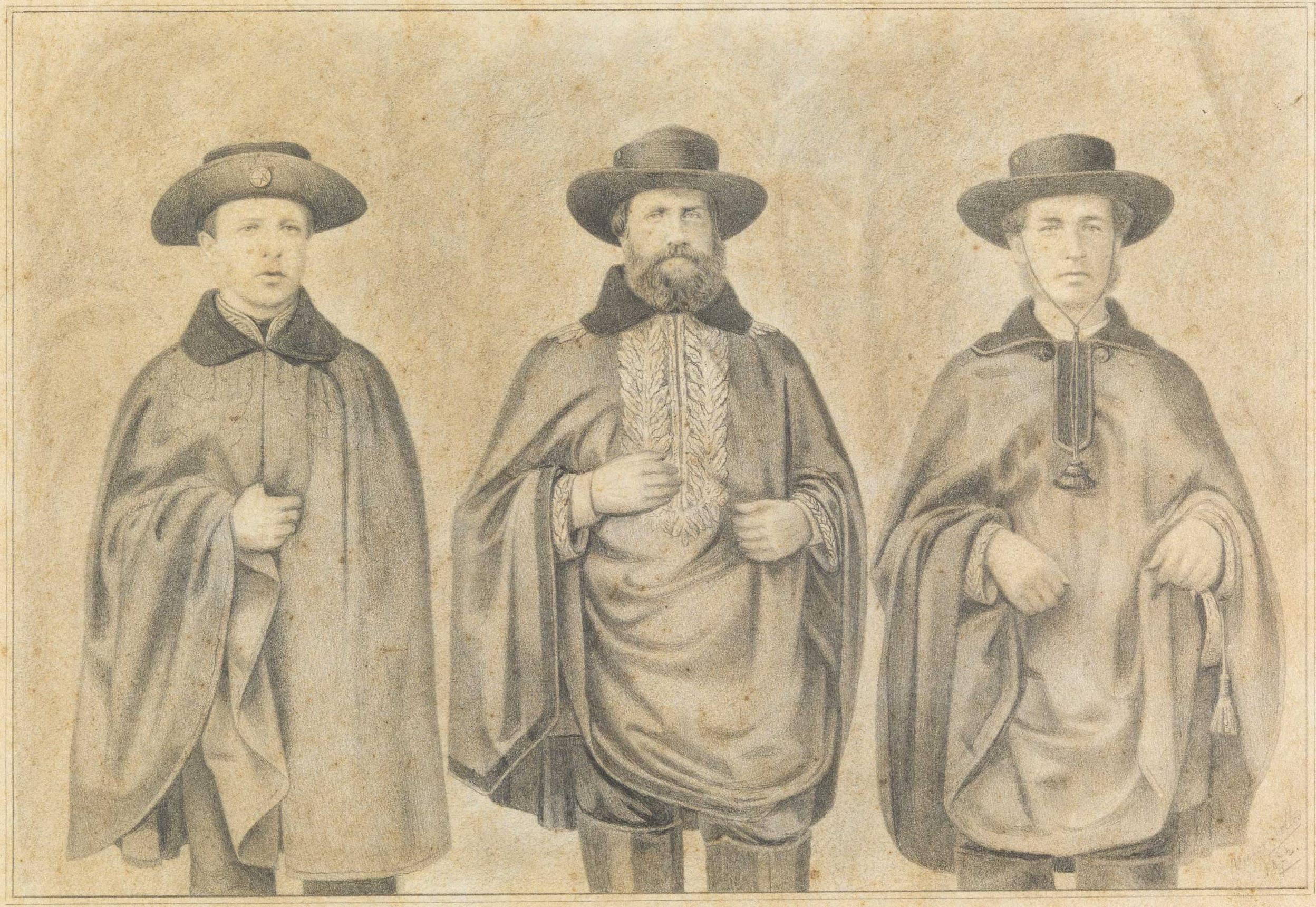
S. Majestad el SNR. Dom Pedro II, S. Alteza el SNR. Conde d'Eu, y S. Alteza el SNR. Duque de Saxe cuando estaban en Uruguayana en 1865.

Pero su principal enemigo no era el ejército sitiador, sino el hambre: sus soldados se debilitaban a vista de todos, y las enfermedades costaban vidas diariamente. Para tratar de disminuir el consumo de alimentos, solicitó permiso a los sitiadores para dejar salir a toda la población civil hacia el campamento sitiador; la operación tuvo lugar el 11 de septiembre. Mientras tanto, sus efectivos se habían visto reducidos a apenas 5.500 hombres, la mayor parte de los cuales enfermos.
Ese mismo día, llegaba al campamento sitiador el Emperador Pedro II, encontrándose allí con los presidentes aliados, Mitre y Flores. El primero le hizo saber que los jefes brasileños no aceptaban su mando militar, a lo que Don Pedro puso fin de inmediato, poniendo al mando de sus tropas a sus dos yernos, Augusto, príncipe de Sajonia-Coburgo-Gotha, y Gastón de Orleans, Conde d'Eu.
En ese momento, las fuerzas aliadas contaban con 17.346 combatientes, de los cuales 12.393 brasileños, 3.802 argentinos y 1.220 uruguayos, con 54 cañones. Las tropas argentinas – todas de infantería – estaban bajo el mando del general Paunero y su jefe de Estado Mayor era el coronel Indalecio Chenaut; las divisiones eran mandadas por: Julio de Vedia, que comandaba la artillería; Manuel Rosetti, Adolfo Orma, Juan Bautista Charlone, Manuel Fraga y Matías Rivero. La caballería había quedado del lado argentino del río.

## Rendición

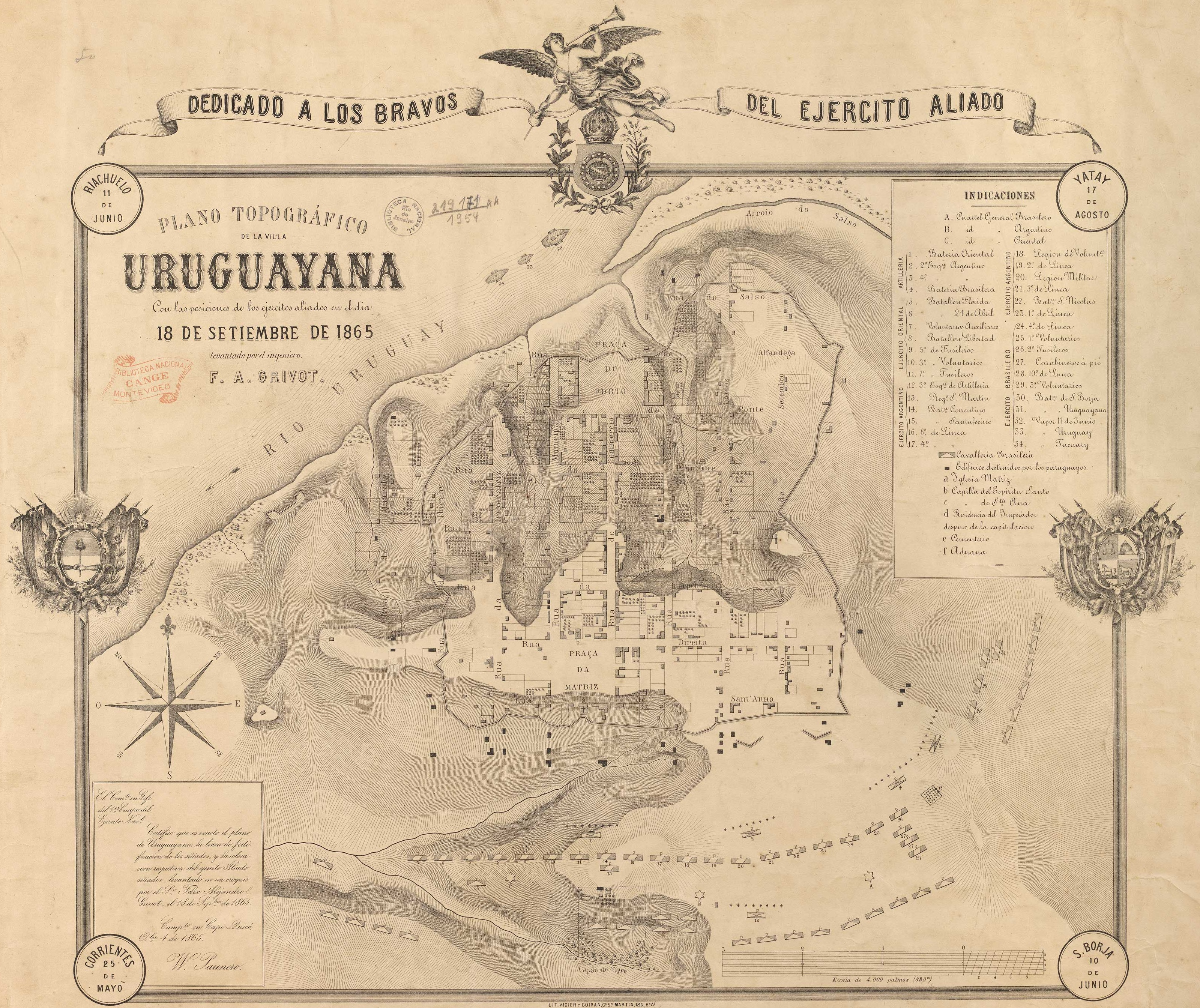
Plano topográfico de la villa Uruguayana con las posiciones de los ejércitos aliados en el día 18 de septiembre de 1865, levantado por el ingeniero F. A. Grivot.

Pocos días antes de la llegada del Emperador, el jefe de la división paraguaya del ejército aliado escribió a Estigarribia, rechazando el cargo de traición a la patria esgrimido por el jefe sitiado, y acusando a López de traicionar a su patria por llevar adelante una política opresiva hacia su pueblo. La respuesta de Estigarribia a esta carta reveló un sorprendente cambio en el tono de las comunicaciones de Estigarribia: 

”…compañeros, yo les contestaré más tarde. Tengo que consultar a los míos, cuyas opiniones están divididas.”

Esta actitud de los jefes causó una serie de deserciones de las fuerzas paraguayas, que empeoró la situación de los sitiados.
El 13 de septiembre se produjo la Junta de Guerra entre los comandantes en jefe, durante la cual Mitre decidió dar el asalto sobre la ciudad el día 18.

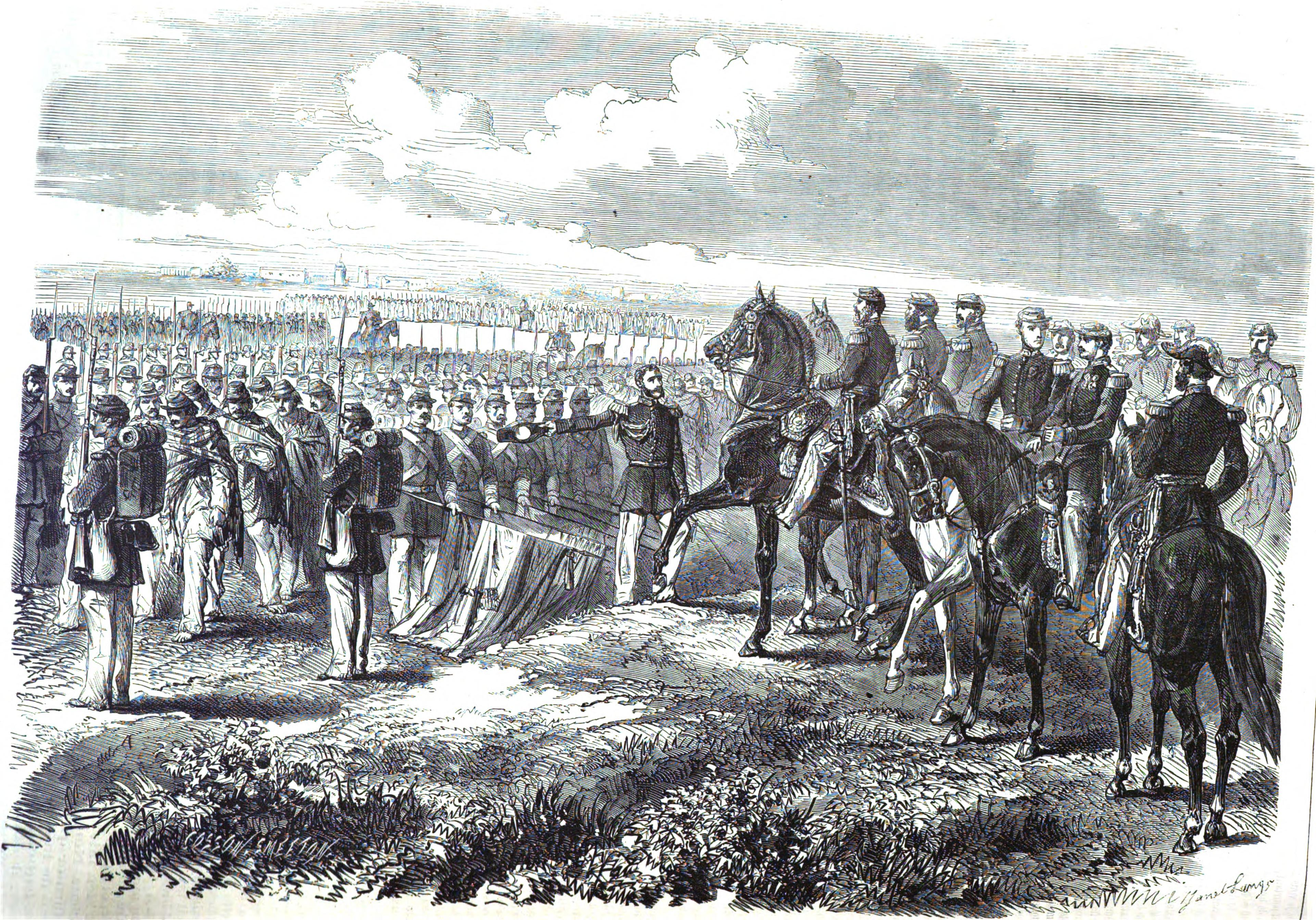
Capitulación de paraguayos encerrados en la ciudad de Uruguayana (L'Illustration: journal universel, Vol. XLVII, n.º 1.197, 1866).

En la mañana del 18 de septiembre, mientras el ejército aliado tomaba posiciones para un asalto, Marques se Sousa envió una intimación final:

”En nombre del Emperador y de los generales aliados, anuncio a V. S. que dentro del plazo de dos horas, nuestras operaciones van a dar comienzo. Prevengo a V. S. que cualquier proposición que hiciere, que no sea la de rendir sus tropas sin condiciones, no será aceptada, en razón de que anteriormente V. S. rechazó las más honrosas que le fueron ofrecidas.”

Estigarribia aceptó rendirse, poniendo como condiciones solamente que los mandos superiores pudieran regresar al Paraguay o retirarse a donde quisiesen. Además exigía que los soldados y oficiales orientales que formaban en sus filas no fueran entregados a Flores, ya que temía que este los ejecutara.
Aceptadas las condiciones de Estigarribia, las fuerzas paraguayas se entregaron a los sitiadores esa misma tarde.

## Los rendidos

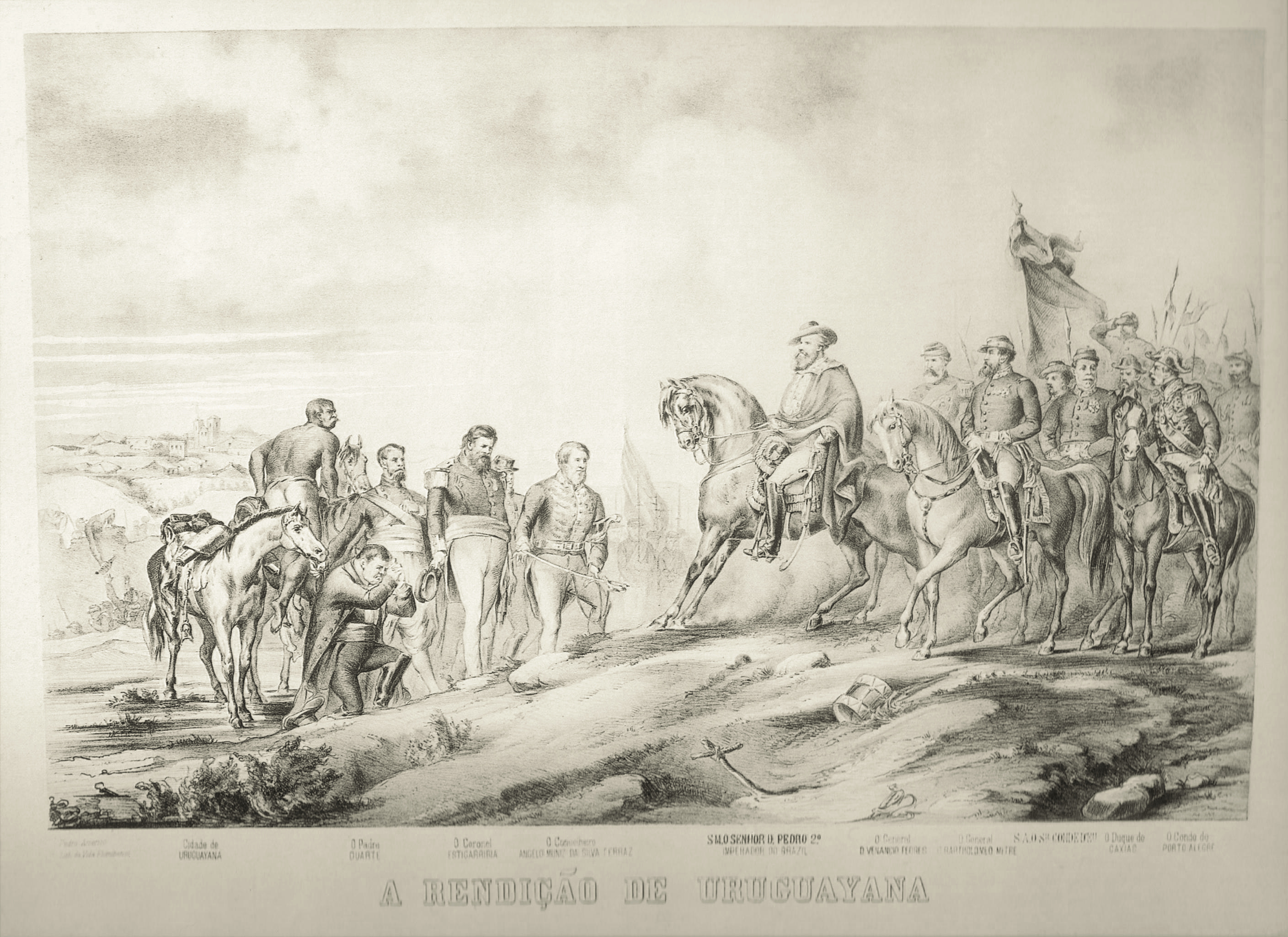
Rendición de Uruguayana, por Víctor Meirelles.

Estigarribia pasó el resto de su vida en Río de Janeiro, pero no está claro qué ocurrió con los oficiales rendidos, ya que no consta que los aliados hayan permitido a ninguno de ellos regresar al Paraguay.
Horas antes de la rendición formal del ejército sitiado, los soldados de la caballería riograndenses se lanzaron sobre los soldados; eligiendo a los más jóvenes y de piel más oscura, capturaron a muchos de ellos y los llevaron a su campamento; los jóvenes estaban contentos de poder verse libres y alimentarse, pero la mayor parte de ellos habían sido sacados de la ciudad para ser vendidos más tarde como esclavos. Mientras algunas fuentes citan 300 prisioneros capturados en esas condiciones, otras afirma que llegaron a 1 000 hombres.
Los soldados rendidos eran un espectáculo terrible: descalzos y desnutridos, muchos de ellos estaban tan débiles que murieron en los días siguientes. Tras alimentarlos, fueron repartidos en partes iguales entre las divisiones brasileña, argentina y uruguaya, para ser incorporados a las fuerzas de infantería de esos países. Otros pasaron a engrosar la división paraguaya del ejército aliado, para luchar contra su patria.
En total, se tomaron 5.574 prisioneros: 59 oficiales, 3.860 soldados de infantería, 1.390 de caballería, 115 de artillería y 150 auxiliares. 

## Consecuencias
La desaparición de las dos columnas del Uruguay no sólo significó el fracaso de la ofensiva paraguaya contra el Brasil. También dejó en las fronteras de Corrientes un ejército que podía desplazarse hacia el río Paraná y luego a la ciudad de Corrientes. La ocupación de esta última carecía de objeto desde entonces, por lo que López ordenó evacuar toda la provincia de Corrientes, para adoptar posiciones defensivas en el sur del Paraguay.
La evacuación se completó el 3 de noviembre, y a fines de diciembre, un ejército aliado de casi 50 000 hombres acampaba al norte de la capital provincial. 
El 5 de abril de 1866, las fuerzas aliadas tomaron la Fortaleza de Itapirú, iniciando la tercera fase de la guerra, la Campaña de Humaitá o del Cuadrilátero.
Los soldados paraguayos habían luchado con asombroso valor en Corrientes y en Yatay, pero – acosados por el hambre y las enfermedades – se habían rendido sin combatir en Uruguayana. Sería el único caso conocido en la larga guerra: en muchas otras oportunidades, los paraguayos demostrarían un valor y una resistencia heroica, aún en condiciones mucho peores que en Uruguayana.